# 사성원
〈사성원〉(四聲猿)은 명대 중기의 희곡이다. 작자는 서위(徐渭, 1521-1593)이다.
전(全) 10척 가운데 <광고사(狂鼓史)>, <옥선사(玉禪師)>, <자목란(雌木蘭)>, <여장원(女壯元)>의 네 가지의 이야기를 구성한 남북 혼합의 단극(短劇)이다. 명대 초기 이래 남·북곡의 경쟁과정에서 이와 같은 혼혈적(混血的) 형식의 단극이 생긴 것인데, 본곡은 그 대표작이라 할 수 있는 수작(秀作)이다. 고대부터 전해지는 네 개의 기발한 이야기를 빌어서 작자의 세상에 대한 울분을 토로한다 평가 받는 이 작품은 명대 문인 사이에서 인기를 떨쳤다.